# Valen (1925)
Valen byla ponorka švédského námořnictva. Byla to první minonosná ponorka švédského námořnictva. Ve službě byla v letech 1925–1944.

## Stavba
Ponorku postavila švédská loděnice Örlogsvarvet v Karlskroně. Stavba byla zahájena roku 1923, spuštěna na vodu byla 5. května 1925 a uvedena do služby v září 1925.

## Konstrukce
Ponorka byla vyzbrojena jedním 76mm kanónem a čtyřmi 450mm torpédomety (celkem osm torpéd). Unesla až 20 min. Během služby byl instalován ještě jeden 25mm kanón. Pohonný systém tvořily dva diesely Atlas o výkonu 1340 hp a dva elektromotory o výkonu 700 hp, pohánějící dva lodní šrouby. Nejvyšší rychlost dosahovala 14,8 uzlu na hladině a 7,4 uzlu pod hladinou.